# Winzerberg

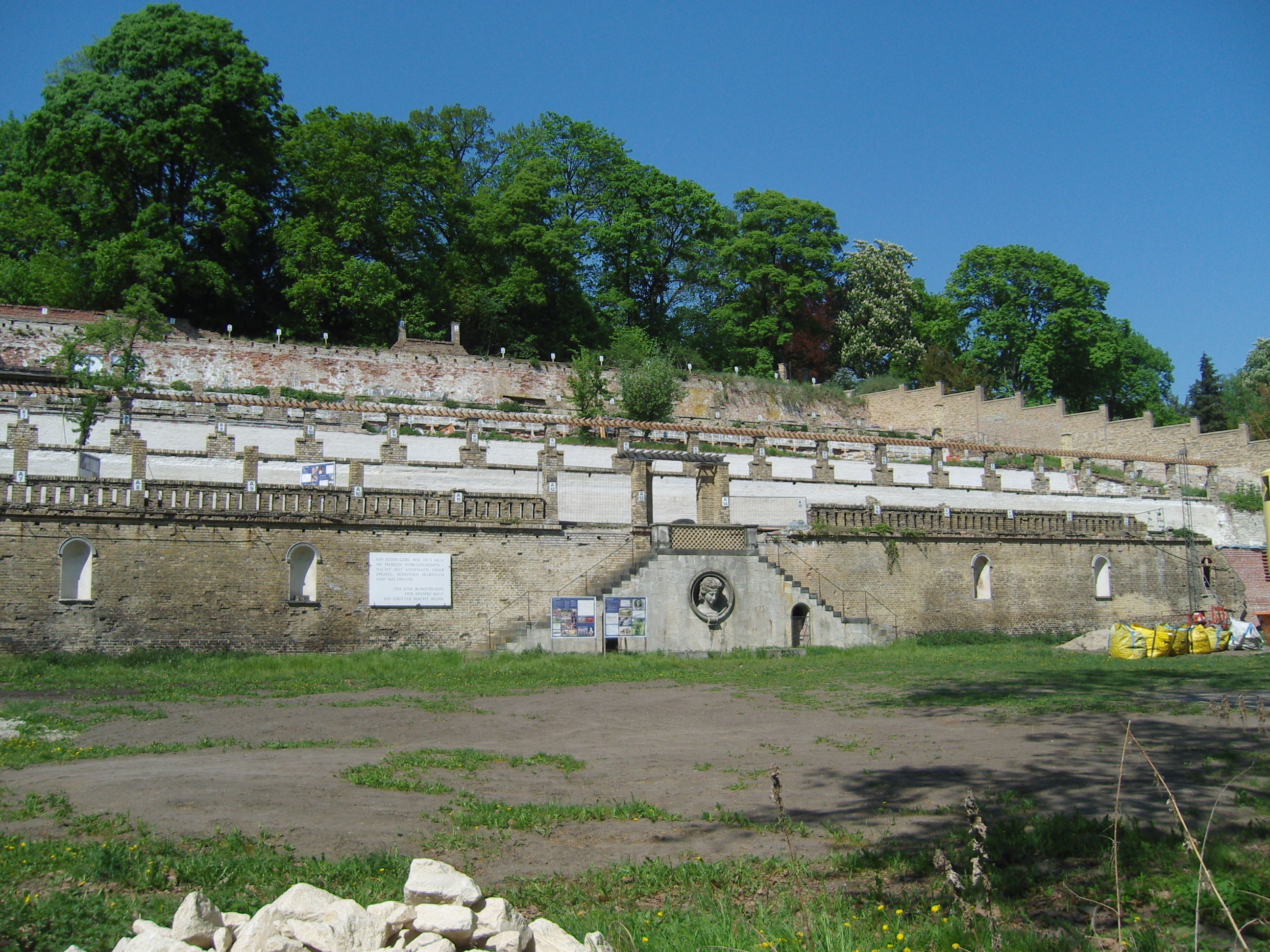
Hangmauern der Winzerbergterrassen, 2012

Der Winzerberg befindet sich in Potsdam und liegt östlich vis-à-vis des Parks Sanssouci. Der Eingang vom südlichen Fuße des Hügels wird durch das imposante Triumphtor gebildet. Der Winzerberg gehört zum Verwaltungsbestand der Stiftung Preußische Schlösser und Gärten Berlin-Brandenburg, wird durch einen Förderverein unterhalten, der diesen zuvor schon vollständig restaurierte und ist seit 1990 Teil des Potsdamer Weltkulturerbes.

## Anlage
Der Winzerberg bildet sich durch vier Terrassen, die durch fünf Hangmauern nach Süden hin treppenartig abgestuft sind und die so hinter einer etwa 3.500 Quadratmeter großen Vorfläche insgesamt gut 17 Meter emporragen. Von dort ist das an der höchsten Stelle gelegene Winzerhaus über eine am westlichen Rand gelegene Freitreppe direkt zu erreichen oder von hinten über eine Rampe am östlichen Rande. Die erste Weinbergsterrasse ist über die zentrale, doppelläufige Bacchustreppe zu erreichen, mit der man die unterste, höchste der Hangmauern überwindet. Das Gelände wird von einer Ummauerung eingefasst, deren Eingangsportal das Triumphtor darstellt und die zu dessen Seiten von außen zu halbrunden Exedrabänken und Skulpturennischen geformt ist.

## Winzerhaus

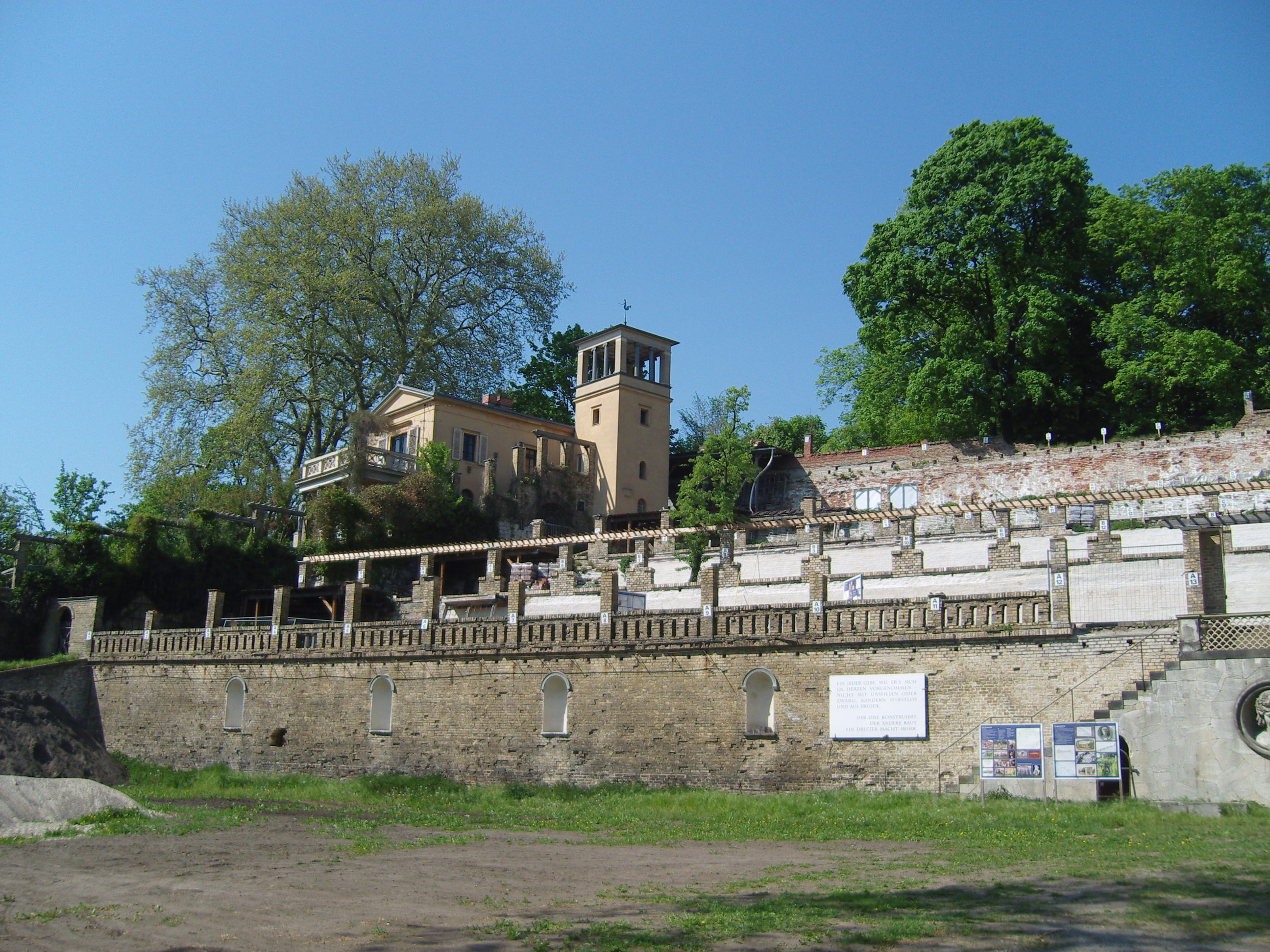
Winzerhaus seitlich neben den Terrassen, 2012

Am nordwestlichsten Punkt des Winzerbergs steht am oberen Hangende das denkmalgeschützte Winzerhaus, eine in dieser Form 1849 nach Entwürfen von Baumeister Ludwig Ferdinand Hesse erbaute Turmvilla. Diese entstand durch Umbau des bestehenden Gebäudes aus der Frühzeit der Anlage sowie gestaffelte An- und Aufbauten im italienischen Stil.
Nach Süden führt eine Freitreppe, von der aus die einzelnen Terrassen zu erreichen sind, den Hügel hinab, auf der Hochebene eine Weinlaube bis an den Ostrand, wo auf der gegenüberliegenden Seite eine Rampe parallel zur Treppe verläuft.

## Geschichte
Mit der Erweiterung der Schlossanlage Sanssouci entstand ab 1763 unterhalb des Mühlenbergs der Winzerberg durch Anordnung von Terrassenanlagen durch den Architekten Christian Ludwig Hildebrandt. Dabei entstanden die fünf Hangmauern mit einer Gesamtlänge von etwa 300 Metern, hinter deren verglasten Rankwänden ab 1764 Wein und Obst (Äpfel und Birnen) geschützt, wie in einem Gewächshaus gedeihen konnten.
Bei ersten Sanierungsarbeiten zwischen 1790 und 1794 wurden Steinschwellen eingesetzt, ab 1848 durch Hofbaumeister Ludwig Ferdinand Hesse die Terrassen erneuert und 1849 das Winzerhaus auf dem Gipfel des Hügels errichtet. Dabei gestaltete Landschaftsarchitekt Peter Joseph Lenné den Winzerberg zu einem toskanistischen Weingarten um.
Vor dem unteren Terrassenabsatz wurde eine Sichtmauer mit doppelläufigem Treppenaufgang errichtet. Mittig ist darauf das tondische Halbrelief eines Bacchus-Kopfes zu sehen, dem die Treppe ihren Namen Bacchustreppe verdankt. Für Zinkabgüsse von weiteren antiken Statuen wurden Skulpturen-Nischen in die Mauer eingebaut. An den oberen Hangmauern wurden Brüstungen und eine Pergola als raumbildender Säulengang errichtet.
1944 wurde unter dem Winzerberg eine Luftschutzanlage gebaut, die jedoch nicht vollständig fertiggestellt werden konnte. Drei Stollen, die bis zu 100 Meter weit in den Berg getrieben waren, konnten etwa 300 Personen Schutz bieten.
Teile der Winzerbergsstollen wurden nach 1945 mit Kriegstrümmern der Umgebung verfüllt und später durch die sowjetischen Besatzer zu sprengen versucht, wobei jedoch nur der Eingangsbereich verschüttet wurde. In der Folgezeit verfielen und überwucherten die Terrassenanlagen dann zusehends, auch durch die Auswirkungen einer leckgeschlagenen Wasserleitung, die 1980 entdeckt und stillgelegt wurde.
1996 wurden die Stollen begutachtet und die Statik des Hügels überprüft. Dabei wurden Hohlstellen aufgefüllt und die Anlage so gesichert. Zwischen 2004 und 2017 restaurierte und 2018 eröffnete der private Förderverein Bauverein Winzerberg die Anlagen und kümmert sich seitdem um deren weiteren Erhalt. Für diese Arbeit wurde der Verein mit dem Brandenburgischen Denkmalpflegepreis 2016 und dem Europa-Nostra-Preis 2018 ausgezeichnet.